# Thalassiophysales
Ordre
Les Thalassiophysales  sont un ordre d'algues de l'embranchement des Bacillariophyta  et de la classe des Bacillariophyceae.

## Liste des taxons de rang inférieur
Liste des familles selon AlgaeBase (14 juin 2022) :
- Catenulaceae Mereschkowsky, 1902
- Thalassiophysaceae D.G.Mann, 1990

## Systématique
Le nom correct complet (avec auteur) de ce taxon est Thalassiophysales D.G.Mann, 1990.

## Publication originale
- Round, F.E., Crawford, R.M. & Mann, D.G. (1990). The diatoms biology and morphology of the genera.  pp. [i-ix], 1-747. Cambridge: Cambridge University Press.